# Povo tsou
Povo tsou (chinês tradicional: 鄒, pinyin: Zōu, Wade–Giles: Tsou) são indígenas do centro-sul de Taiwan. Eles estão distribuídos em três entidades administrativas da República da China - Condado de Nantou, Condado de Chiayi e a cidade de Kaohsiung.

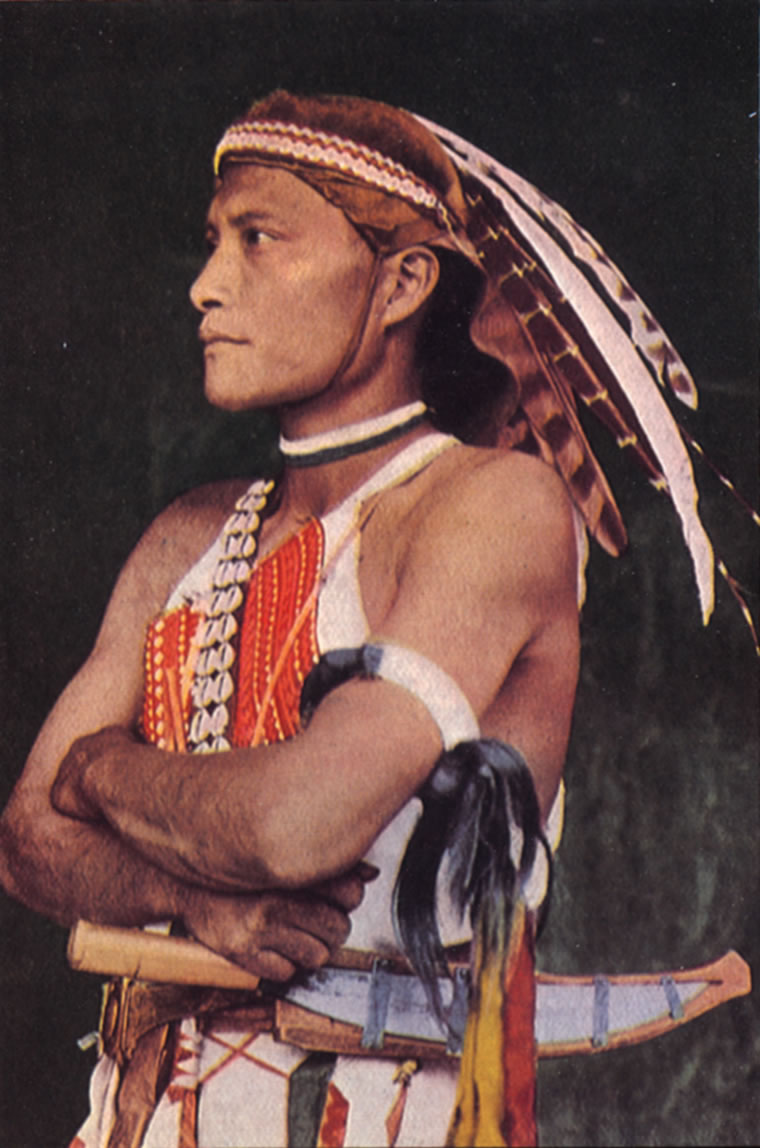
Um jovem tsou

Eles são muitas vezes confundidos com o povo thao do lago do Sol e da Lua. No ano de 2000, a população tsou foi estimada em 6 169. Este era de aproximadamente 1,6% da população nativa total da Taiwan, tornando-o sétimo maior grupo tribal do país.